# Monira Rahman
Monira Rahman, född 1965 i Jessore i Östpakistan (nuvarande Bangladesh), är en bangladeshisk människorättsaktivist som uppmärksammats för sina insatser mot syra- och bensinattacker mot kvinnor i Bangladesh.

## Biografi
Rahman växte upp i Jessore i dåvarande Östpakistan som yngst av sex syskon. Under inbördeskriget 1971 tvingades de fly då deras hus brändes ner, och hennes pappa dog i kolera. Hon utbildade sig vid universitetet i Dhaka, och började 1992 arbeta för Concern Worldwide(en), en irländsk organisation som arbetade för människor som sexarbetare, mentalt sjuka, barn och hemlösa som arresterats med stöd av en så kallad lösdrivarlag från 1943. Rahman fick till stånd förändringar i lagstiftningen samt en skärpt tillsyn av dess tillämpning.
I detta arbete kom hon att möta offer för syraattacker, vilket ledde till att hon 1999 var med och grundade organisationen Acid Survivors Foundation, och var under perioden 2002–2013 dess ledare.
Tack vare hennes aktivism har syra- och bensinattacker mot kvinnor i Bangladesh kraftigt minskat, från cirka 500 år 2002 till mindre än 100 2013. Hon har framgångsrikt arbetat för en förändrad självbild hos offren, från "syraoffer" (acid victim) till "förändringsaktivist" (change agent). Rahmanrörelsen har drivit straffrättsliga processer mot förövare för att se till att de straffas och arbetar även med offer för att hjälpa dem komma tillbaka till ett normalt liv. Rörelsen har också gjort insatser för att ge de drabbade hjälp genom plastikkirurgi, bland annat med en egen klinik.
Efter 2013 har hon startat en ny organisation, "Innovation for Wellbeing Foundation", en nationell NGO med målet att förbättra mental hälsa och mentalvård i Bangladesh.

## Utmärkelser
- 2006 – Människorättspris från Amnesty International's tyska sektion[7]
- 2007 – Silver Banner Award från Italien[3]
- 2009 – Hederspris från Americans for UNFPA, en organisation som stödjer United Nations Population Fund.[8]
- 2011 – World Children's Price, hederspris "för hennes orädda kamp för främst flickor som attackerats med frätande syra eller bensin och fått sina utseenden förstörda".[5][9]
- 2011 – International Human Rights Award från den franska staten.[10]